# 法隆寺五重塔初層天井組木落書

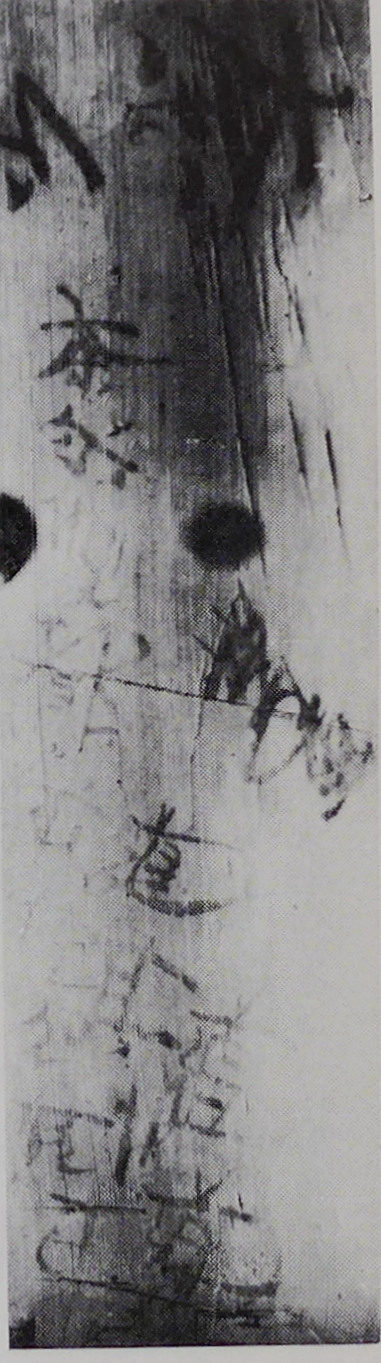
落書

法隆寺五重塔初層天井組木落書（ほうりゅうじ ごじゅうのとう しょそうてんじょうくみき らくがき）とは、法隆寺五重塔の初層（1階）天井の組み木に残る墨で書かれた万葉仮名の落書きである。通称は法隆寺五重塔落書。

## 概要
落書の内容は、「奈尓」（なに）の2文字と、「奈尓波都尓佐久夜己」（なにはづにさくやこ）の9文字である。これは難波津の歌の冒頭で、一字一音の万葉仮名で書かれている。五重塔を再建する頃（8世紀初め）、この難波津の歌は広く謡われたものらしく、それが塔の建築に従事した大工の手遊びとして書かれたと推測されている。決して能筆ではないが、当時の一般庶民の筆跡を見るに足るものであり、識字層の広まりや仮名の発達の時期を示す重要な資料である。法隆寺所蔵。

## 背景

### 識字層の広まり
『日本書紀』と『古事記』に、応神天皇15年（284年）に百済王の使者阿直岐が、翌16年には王仁がそれぞれ入朝したと記されており、このときから日本でも貴族階級の人たちの間で、漢字・漢文の本格的な学習が始まった。そして、7世紀になると隋・唐からの帰国者や明経道で学んだ人たち、写経生なども加わり、識字層が広がっていった。日本では早くから識字層が底辺にまで及んでいたといわれるが、そのことを示すものとして多く引用される事例に、『法隆寺五重塔落書』がある。

### 仮名の発達
仮名の誕生を示す最古の例は、443年または503年のものとされる癸未年銘人物画像鏡の銘文で、奈良県桜井市忍阪（おっさか）の旧名忍坂（おしさか）を「意柴沙加」（柴は紫の誤記）と漢字1字を1音にあてて記している。日本の固有名詞を記す方法は、すでに中国で試みられており、それは3世紀末の『三国志』の「魏志倭人伝」で、邪馬台国などの国名、卑弥呼などの人名などが記されている。そして、7世紀半ばには、固有名詞だけでなく普通名詞が表記できるようになった。その例として、藤原宮跡から出土した木簡に、阿由（あゆ）・伊加（いか）・宇尓（うに）などの物品名が記されている。
さらに、同じく7世紀半ばに和歌も一字一音で表記できるようになっており、それを示すのが、650年から652年にかけて造営された前期・難波宮跡から出土した木簡で、「皮留久佐乃」（はるくさの）と記されており、この「春草の」は、『万葉集』で枕詞として用いられている。そして、和歌の中でよく普及し記されたのが、難波津の歌で、天武天皇のころの石神遺跡（奈良県明日香村）出土の木簡など、各地から出土している。これらの中で最も早く発見されたのが、『法隆寺五重塔落書』である。
このように表記された仮名は、8世紀後半の『万葉集』に集約されたことから、万葉仮名という。

## 法隆寺五重塔落書

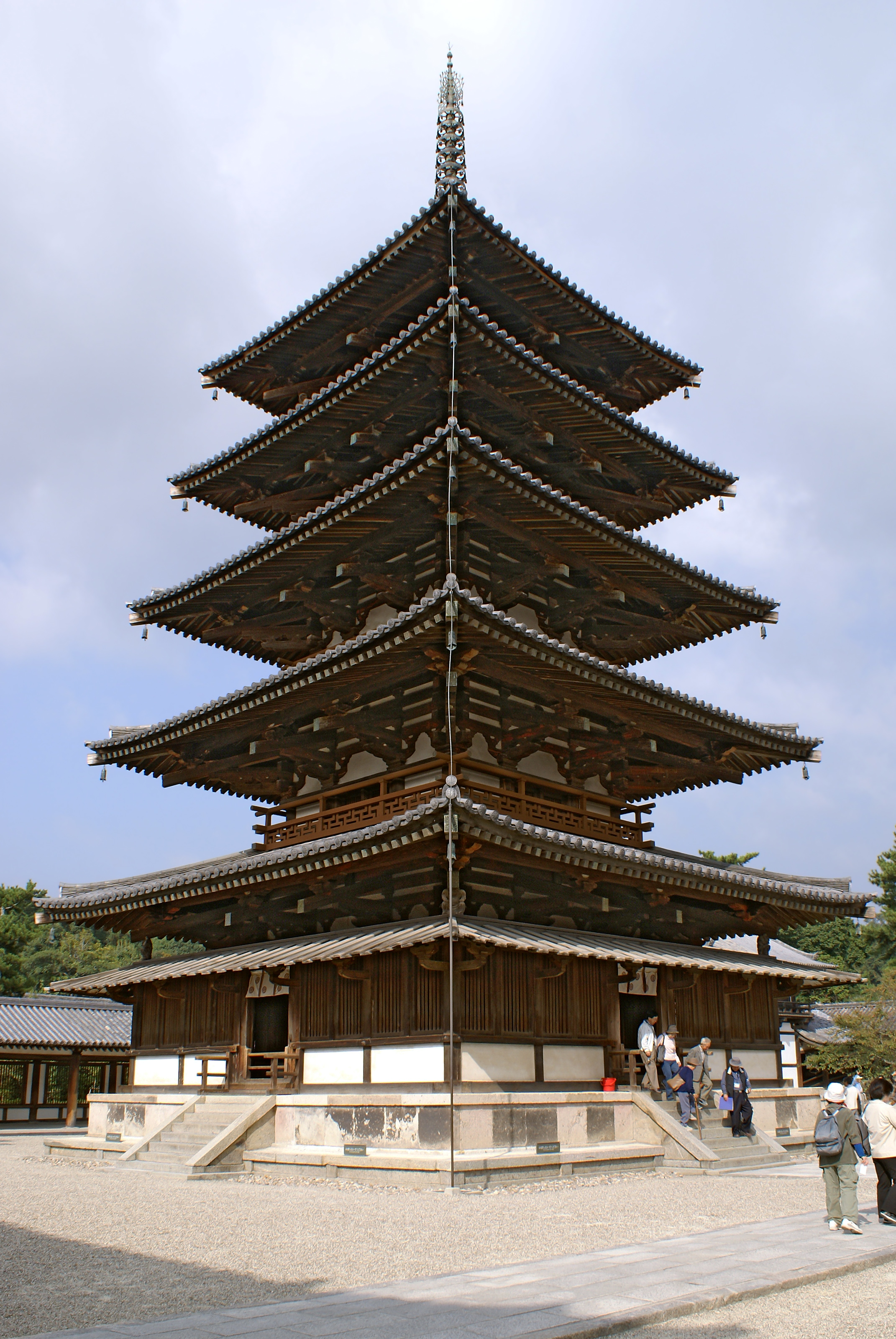
法隆寺五重塔

### 落書の発見
昭和17年（1942年）から昭和27年（1952年）の五重塔の解体修理中、昭和22年（1947年）5月14日、塔の初層の天井板と接していた幅約9cmの組み木の上面から落書が発見された。肉眼では判読しがたいほどであるが、赤外線写真により福山敏男が判読した。組み木の左端に、「奈尓」と縦書きでやや大きめの2文字があり、つづいて右の方へ向かって、「奈尓波都尓佐久夜己」の9文字が書かれている。

### 難波津の歌
この落書は難波津の歌の冒頭であり、難波津の歌とは、『古今和歌集』の「仮名序」に、「王仁が詠んだもので、仮名の手習いに用いられてきた」と記されている有名な上代歌謡である。落書の2文字と9文字は別人の手によるものであるが、前者の「奈尓」の2文字は、両方とも縦画が右上に跳ね上げられており、この歌が初学者の手習い歌であったことを示している。

### 落書された年代
法隆寺金堂薬師如来像光背銘によると、法隆寺は聖徳太子によって推古天皇15年（607年）に創建されたが、『日本書紀』によれば、天智天皇9年（670年）に焼失したという。そして、和銅元年（708年）、または和銅4年（711年）に再建されたと推定されている。『日本書紀』には「一舎も残らず焼けた」と法隆寺の炎上について記してあるが、五重塔が含まれていたのかどうか異論があった。しかし、年輪年代法により五重塔の屋根材は673年のものと判明し、再建されたことが実証され、これによりこの落書は8世紀初めのものということになった。